# Sudáfrica en los Juegos Paralímpicos de Tel Aviv 1968
Sudáfrica estuvo representada en los Juegos Paralímpicos de Tel Aviv 1968 por ocho deportistas, cinco hombres y tres mujeres.

## Medallistas
El equipo paralímpico sudafricano obtuvo las siguientes medallas:
| Nombre                      | Deporte            | Evento                                    |
| --------------------------- | ------------------ | ----------------------------------------- |
| Oro                         |                    |                                           |
| Hattingh                    | Atletismo          | Disco B femenino                          |
| Hattingh                    | Atletismo          | Maza B femenino                           |
| Daniel Erasmus              | Atletismo          | Jabalina A masculino                      |
| Daniel Erasmus              | Atletismo          | Peso A masculino                          |
| J. Meyer                    | Atletismo          | Peso B masculino                          |
| Daniel Erasmus              | Bolos sobre hierba | Individual masculino                      |
| Nel                         | Natación           | 25 m espalda incompleta clase 2 masculino |
| Margaret Harriman           | Tiro con arco      | Ronda Albion clase abierta femenino       |
| Margaret Harriman           | Tiro con arco      | Ronda FITA clase abierta femenino         |
| Plata                       |                    |                                           |
| Hattingh                    | Atletismo          | Jabalina B femenino                       |
| Hattingh                    | Atletismo          | Peso B femenino                           |
| Le Roux                     | Atletismo          | Disco C femenino                          |
| Le Roux                     | Atletismo          | Maza C femenino                           |
| Daniel Erasmus              | Atletismo          | Disco A masculino                         |
| Daniel Erasmus              | Atletismo          | Maza A masculino                          |
| Germishuizen                | Atletismo          | Disco B masculino                         |
| Daniel Erasmus Germishuizen | Bolos sobre hierba | Dobles masculino                          |
| Nel                         | Natación           | 25 m libre incompleta clase 2 masculino   |
| Lewis                       | Natación           | 50 m libre completa clase 4 masculino     |
| Bronce                      |                    |                                           |
| J. Meyer                    | Atletismo          | Disco B masculino                         |
| J. Meyer                    | Atletismo          | Jabalina B masculino                      |
| Germishuizen                | Atletismo          | Peso B masculino                          |
| Nel                         | Atletismo          | Maza B masculino                          |
| Nel                         | Natación           | 25 m braza incompleta clase 2 masculino   |
| Lewis                       | Natación           | 50 m braza completa clase 4 masculino     |
| Hattingh                    | Tenis de mesa      | Individual A2 femenino                    |